# 竹の塚警察署
竹の塚警察署（たけのつかけいさつしょ）は、警視庁が管轄する警察署の一つである。第六方面本部所属。
足立区の北部を管轄する。
署員数およそ280名、識別章所属表示はSJ。

## 所在地
- 東京都足立区保木間一丁目16番4号
  - 最寄駅：東武鉄道東武スカイツリーライン竹ノ塚駅

## 施設
- 代用監獄（留置場）

## 管轄区域
足立区のうち、以下の町丁の全部を管轄。
- 渕江地域の一部
  - 竹の塚一・二・三・四・五・六・七丁目
  - 東六月町
  - 東保木間一・二丁目
  - 保木間一・二・三・四・五丁目
  - 西保木間一・二・三・四丁目
- 伊興地域
  - 東伊興一・二・三・四丁目
  - 西竹の塚一・二丁目
  - 伊興一・二・三・四・五丁目
  - 伊興本町一・二丁目
  - 西伊興一・二・三・四丁目
  - 西伊興町

- 舎人地域
  - 古千谷一・二丁目
  - 古千谷本町一・二・三・四丁目
  - 舎人一・二・三・四・五・六丁目
  - 舎人町
  - 舎人公園
  - 入谷一・二・三・四・五・六・七・八・九丁目
  - 入谷町
- 花畑地域の一部
  - 花畑一・二・三・四・五・六・七・八丁目
  - 南花畑一・二・三・四・五丁目

## 沿革
- 1998年（平成10年）8月1日：西新井警察署および綾瀬警察署より分離し竹の塚警察署を設置。

## 組織
- 警務課
- 交通課
- 警備課
- 地域課
- 刑事組織犯罪対策課
- 生活安全課

## 交番
- 見沼代親水公園駅前交番（足立区舎人5丁目21番24号）
- 花畑交番（足立区南花畑4丁目27番12号）
- 保木間交番（足立区東保木間2丁目4番8号）
- 西保木間交番（足立区西保木間1丁目14番24号）
- 竹の塚駅前交番（足立区竹の塚6丁目4番2号）
- 伊興町交番（足立区西竹の塚1丁目19番10号）
- 入谷町交番（足立区入谷5丁目1番2号）

## 駐在所
- 花畑北駐在所（足立区花畑8丁目4番1号）
- 古千谷駐在所（足立区西伊興3丁目17番5号）

## 不祥事
2006年（平成18年）12月に当て逃げ事故で被害を受けた男性が当て逃げの瞬間を録画していたテープを持参し竹の塚警察署に被害届を提出したが、竹の塚警察署が被害届を受理しなかったために半年後の2007年（平成19年）6月11日ごろに被害者のブログや被害の瞬間映像がYouTubeに流れた。これが2ちゃんねるを中心に騒動となり、ニュース番組などでも取り上げられ、FNNスーパーニュースのキャスターである木村太郎が、被害届を受理しなかった竹の塚警察署の対応を非難した。のちに竹の塚警察署は捜査に乗り出し、当て逃げを行った男を2007年（平成19年）8月2日に書類送検した。

## 主な事件
- 足立区首なし殺人事件（1996年1月の事件。東六月町）

### 主な未解決事件
- 西保木間二丁目公園内嬰児死体遺棄事件（2010年4月の事件。西保木間2丁目[1]）